# Comitat de Krapina-Zagorje
Le comitat de Krapina-Zagorje (en croate Krapinsko-zagorska županija) est un comitat situé dans le nord de la Croatie. Il englobe la région historique de Hrvatsko Zagorje. Le comitat a une surface de 1 230 km² et est peuplé de 132 892 habitants (recensement de 2011). Le chef-lieu est Krapina.

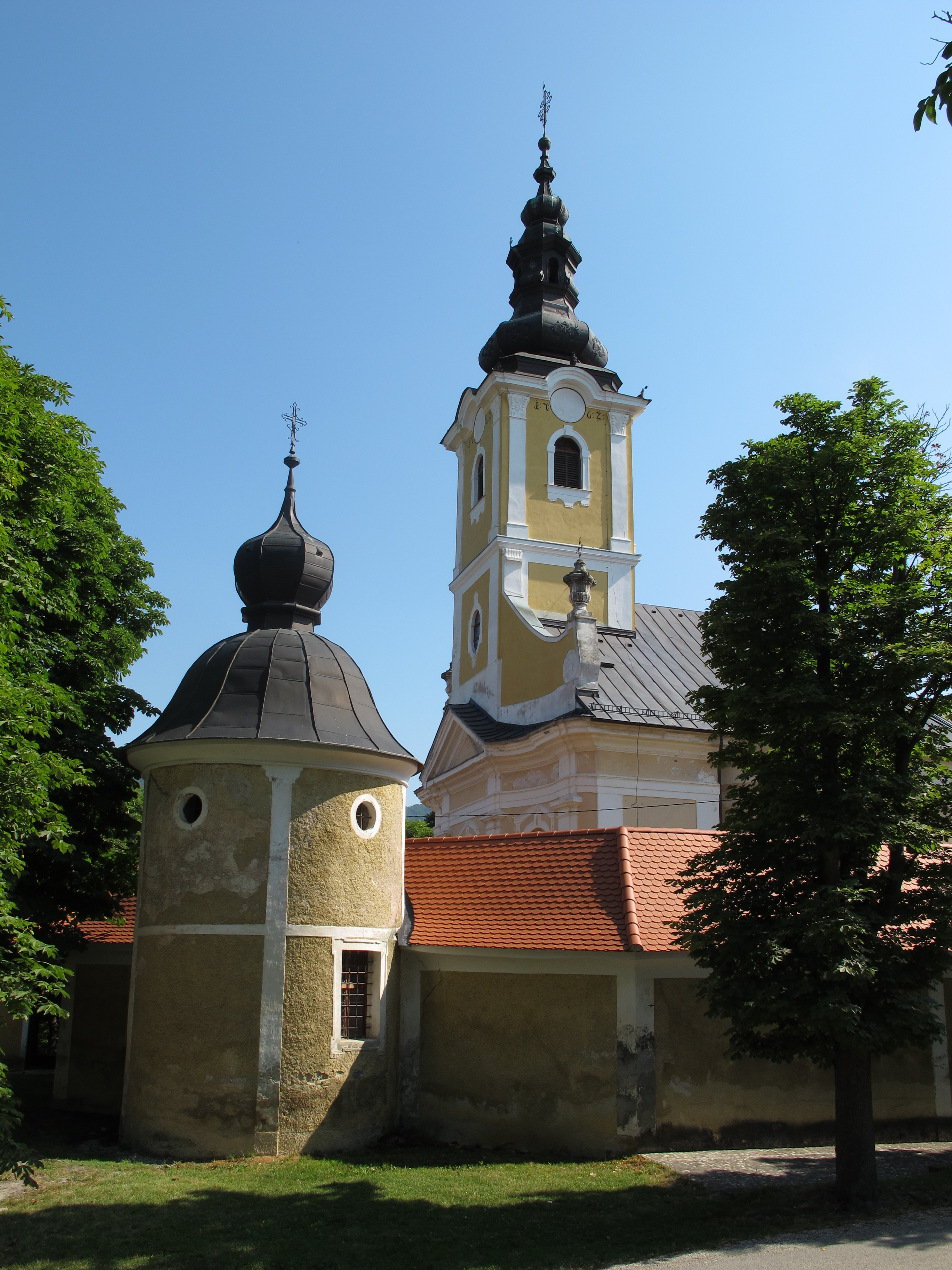
Église Trški Vrh

## Villes et municipalités
Le comitat de Krapina-Zagorje comprend 7 villes et 25 communes. 

### Villes
- Krapina, 12 950 habitants
- Zabok, 9 365 habitants
- Pregrada, 7 165 habitants
- Zlatar, 6 506 habitants
- Oroslavje, 6 253 habitants
- Donja Stubica, 5 930 habitants
- Klanjec, 3 234 habitants

### Communes
- Bedekovčina, 8 482 habitants
- Sveti Križ Začretje, 6 619 habitants
- Marija Bistrica, 6 612 habitants
- Krapinske Toplice, 5 744 habitants
- Gornja Stubica, 5 726 habitants
- Hum na Sutli, 5 476 habitants
- Veliko Trgovišće, 5 220 habitants
- Đurmanec, 4 481 habitants
- Konjščina, 4 074 habitants
- Lobor, 3 669 habitants
- Radoboj, 3 513 habitants
- Desinić, 3 478 habitants
- Petrovsko, 3 022 habitants
- Zlatar-Bistrica, 2 830 habitants
- Budinščina, 2 793 habitants
- Stubičke Toplice, 2 752 habitants
- Mače, 2 715 habitants
- Mihovljan, 2 234 habitants
- Tuhelj, 2 181 habitants
- Kumrovec, 1 854 habitants
- Hrašćina, 1 826 habitants
- Kraljevec na Sutli, 1 815 habitants
- Jesenje, 1 643 habitants
- Zagorska Sela, 1 197 habitants
- Novi Golubovec, 1 073 habitants